# 456 Abnoba
456 Abnoba (mednarodno ime je tudi 456 Abnoba) je  asteroid, ki kaže lastnosti tipa S (po SMASS), v glavnem asteroidnem pasu.

## Odkritje
Asteroid sta odkrila nemška astronoma Max Wolf (1836 -1932) in A. Schwassmann (1870 – 1964) 4. junija 1900 v Heidelbergu. Imenuje se po boginji Abnobi iz keltske mitologije.

## Značilnosti
Asteroid Abnoba obkroži Sonce v 4,65 letih. Njegova tirnica ima izsrednost 0,181, nagnjena pa je za 14,442 ° proti ekliptiki. Njegov premer je 39,76 km .